# Distretto di Lyman (oblast' di Odessa)
Il distretto di Lyman (in ucraino Лиманський район?, Lymans'kyj rajon) era un distretto dell'Ucraina situato nell'oblast' di Odessa; aveva per capoluogo Dobroslav. La popolazione era di 70.804 persone (stima del 2015). Il distretto fu costituito nel 1923 ed è stato soppresso in seguito alla riforma amministrativa del 2020.
Fino al luglio 2016 era noto come distretto di Kominternivs'ke (in ucraino Комінтернівський район?, Kominternivs'kyj rajon), dal nome del rispettivo capoluogo (Комінтернівське).